# Franz Xaver von Paumgartten
Franz Xaver von Paumgartten (Graz, 8 gennaio 1811 – Vevey, 19 novembre 1866) è stato un generale austriaco.

## Biografia
Franz Xaver von Paumgartten era il figlio del maresciallo luogotenente barone Johann von Paumgartten (1772-1849), un cavaliere dell'Ordine di Maria Teresa. Paumgartten si era laureato presso l'Accademia militare Teresiana a Vienna, dove proseguì la carriera come ufficiale dell'esercito imperiale. Nel 1830 entrò a far parte come tenente nel 1º Reggimento ulani di Galizia "cavaliere von Brudermann". In seguito nel 1846 servì nei reggimenti di fanteria N° 45 e N° 21 e con il grado di maggiore nell'11º Reggimento fanteria Imperiale, nella fortezza di Magonza.
Solo due anni più tardi come un tenente colonnello e comandante, Paumgartten prese parte nel settembre del 1848 alla repressione dei moti rivoluzionari a Francoforte. Nel 1849 fu trasferito nel nord Italia, dove ricoprì il grado di colonnello comandante del 56º Reggimento di fanteria imperiale. Dopo aver combattuto contro i rivoluzionari della Toscana nel 1849, fu impiegato negli Stati Pontifici per circa cinque mesi contro la Repubblica romana. Nel 1850 fu nominato generale e posto al comando di una brigata in Boemia.
Infine, nel 1851 divenne generale di divisione destinato alla fortezza di Magonza, incarico che mantenne fino al 1856. La sua carriera militare continuò come comandante militare delle guarnigioni di Parma, Bologna e Cremona. Tra il 1858 e il 1859 comandò la fortezza di Ancona. Nello stesso anno fu promosso a tenente feldmaresciallo. Durante la seconda guerra d'indipendenza italiana del 1859 comandò una divisione del 5º Corpo d'Armata nella battaglia di Montebello e nella battaglia di Magenta; in seguito fu destinato alla difesa del Tirolo meridionale come comandante interinale con il quartier generale in Trento, ove conseguì meriti per la creazione della milizia volontaria.
Franz Xavier von Paumgartten tra il 1859 il 1864 fu nominato vice governatore della guarnigione della fortezza di Magonza e fu nominato a titolo onorifico cittadino onorario della città di Magonza. Nella posizione di vice governatore fu sostituito da Karl Heinrich Woldemar Schleswig-Holstein-Sonderburg-Augustenburg. Proseguì i suoi incarichi con il governatorato della Galizia e della Bucovina.
Nel 1860, il barone von Paumgartten fu onorato dell'intitolazione del 76º Reggimento di fanteria e nel 1863 divenne consigliere imperiale.